# Волгодонский эколого-исторический музей
Волгодонский эколого-исторический музей (с 1969 по 2003 год — Волгодонский городской краеведческий музей) — музей в Волгодонске — крупнейший музей восточного региона Ростовской области.

## История музея
Музей был создан в качестве народного городского краеведческого музея в феврале 1969 года. В январе 1977 года он преобразован в филиал Ростовского областного музея краеведения. 23 октября 1993 года музею присвоен самостоятельный статус. 30 июля 2003 года он переименован в Государственное областное учреждение культуры «Волгодонский эколого-исторический музей».
В настоящее время в составе музея действуют три подразделения:
2 помещения с 12 экспозиционными залами в центре  города Волгодонска и отдельно стоящий этнографический комплекс «Казачий курень 19 века» с подворьем, в котором 19 сентября 2003 года состоялось открытие Музея истории донской народной культуры, ремесел и быта.
В структуре музея 6 отделов: научно-фондовый, научно-этнографический, научно-экспозиционный, научно-просветительский, технический, хозяйственный. Также в музее есть своя научная библиотека и научно-реставрационная мастерская. За годы существования музея сформировано значительное фондовое собрание — более 100 тысяч предметов. Все они объединены в тематические коллекции: русская и донская иконопись, предметы культовой металлопластики XV — начала XX вв., художественный и бытовой металл, керамика и стекло XVII — начала XX вв., живопись и графика советских, российских и зарубежных мастеров, в том числе народных художников СССР Н. Н. Жукова и И. А. Язева; материалы по Гражданской и Великой Отечественной войне и другие.
В музее проводятся тематические экскурсии:
«Шаги созидания» ― о истории создания Волго-Донского судоходного канала и Цимлянского гидроузла, благодаря которым и возник город Волгодонск. В экспозиции собраны фотографии, документы, личные вещи участников этой грандиозной стройки;
«Из глубины веков» ― артефакты периода каменного,бронзового,железного веков,а также эпохи средневековья,в частности предметы, относящиеся к салтово-маяцкой культуре периода расцвета Хазарского каганата;
«Трагедия донского казачества в годы Гражданской войны 1917―1920 гг.»;
«Православная икона на Дону»;
«Восточный регион Ростовской области в годы Великой Отечественной войны 1941―1945 гг»
На выставке «Храмы Дона» представлены макеты храма во имя Рождества Христова (станица Нижне-Кундрюченская, постройка 1902 г.), Свято-Троицкого храма (сл. Большая Мартыновка, постройка 1896 г.) и храма Вознесения Господня (хутор Сусат Семикаракорского района, постройка 1914 г.). В экспозиции представлены церковные книги, среди которых есть и старообрядческие певчие крюковые рукописи «Ирмосы» за авторством Иоанна Дамаскина (Россия, конец XVIII ― начало XIX вв.).
Ежегодно музей принимает свыше 125 тысяч посетителей. Наряду с традиционными формами научно-просветительской деятельности (экскурсиями, лекциями, тематическими музейными уроками и вечерами) большой популярностью пользуются театрализованные представления историко-этнографической и экологической направленности.

## Адрес
Первоначально располагался по адресу: ул. 50 лет СССР, 2. В настоящее время музей располагается по трём адресам:
- ул. Ленина, 52[10] (основное здание музея);
- ул. Рабочая, 11 (казацкий курень);
- ул. Ленина, 53 (дополнительные выставочные залы).